# Muntiacus reevesi
O muntíaco-de-reeve (Muntiacus reevesi) é um cervídeo nativo do sudeste da China (de Gansu a Yunnan) e de Taiwan. Foi introduzido na Bélgica, na Holanda, no Reino Unido (nas Terras Médias e em Gales), na Irlanda e no Japão. Seu nome provém de John Reeves, empegado da Companhia Britânica das Índias Ocidentais no século XIX.

## Descrição física

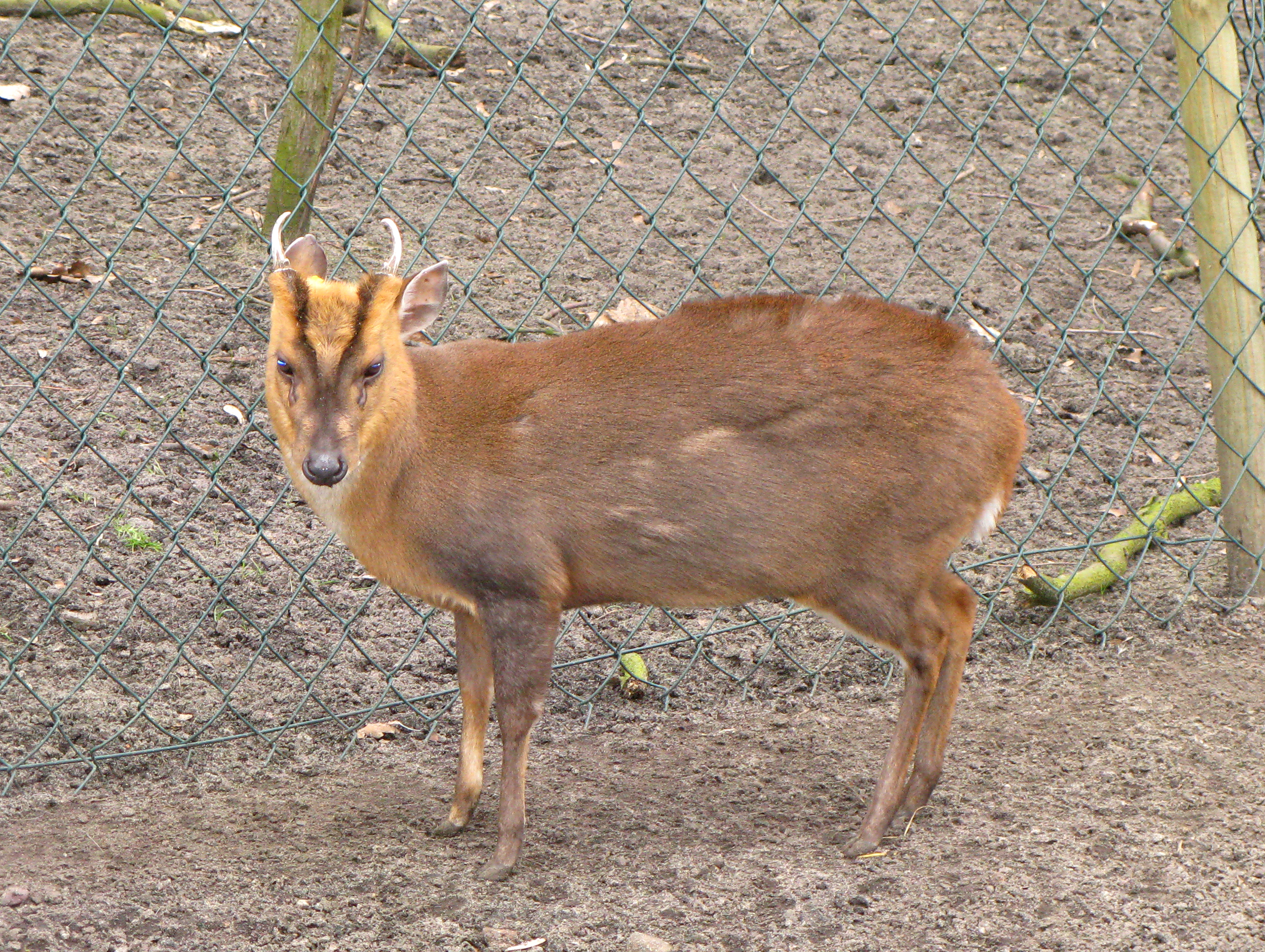
Espécime macho.

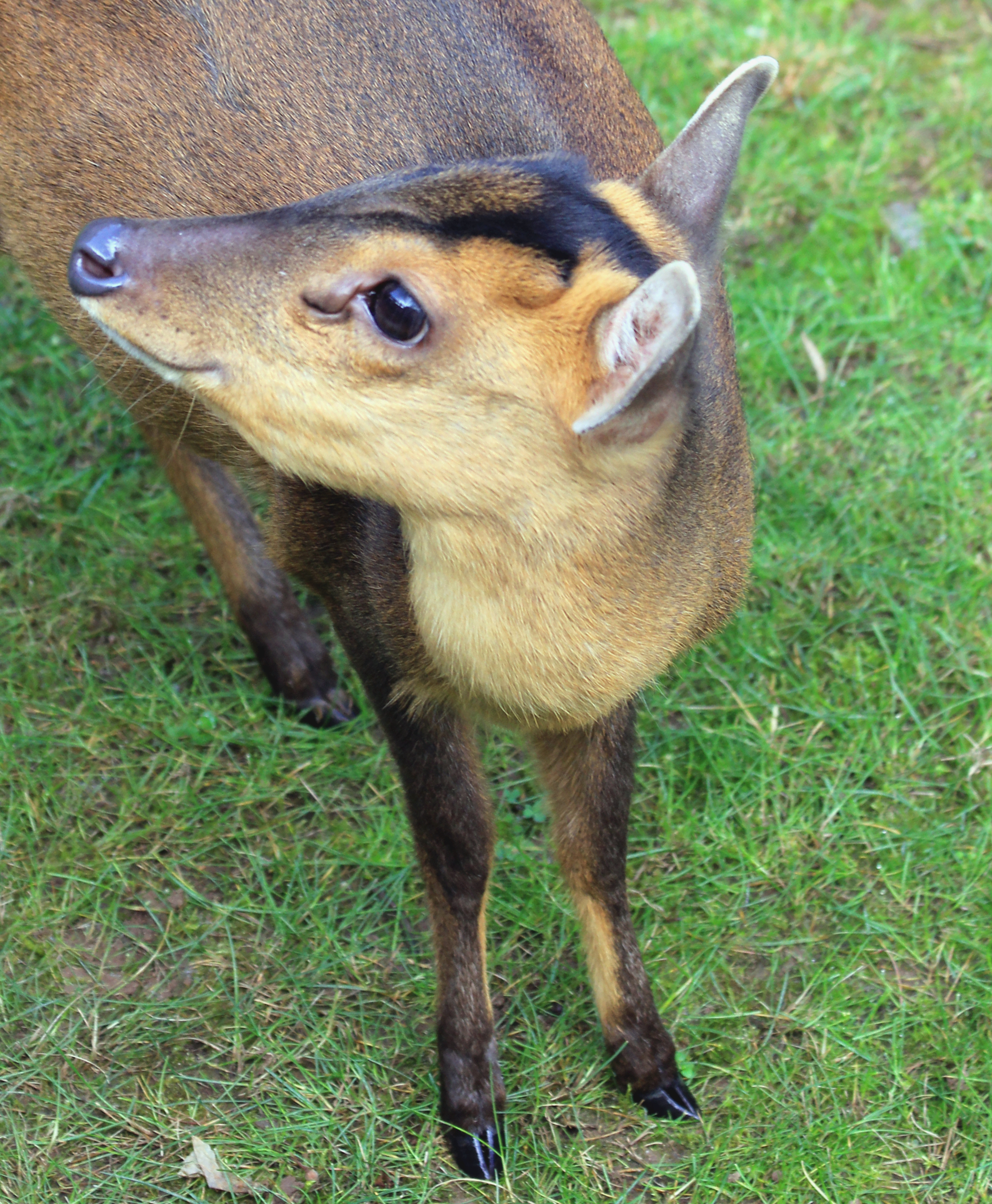
Fêmea no Museu de Praga.

O muntíaco-de-reeve adulto mede cerca de meio metro de altura, até os ombros, e 1,15 m de comprimento, com a cauda de 10 cm. A massa de espécimes maduros varia entre 10 e 18 kg. Possui pelos marrom-avermelhados, em gradne parte do corpo; negros, nas patas e face; creme, na barriga; e brancos, também no abdome. Os machos possuem chifres curtos, que se originam de uma protuberância óssea relativamente grande, e "presas", típicas do gênero Muntiacus. As fêmeas também têm a protuberância no crânio, porém reduzida.  

## Comportamento
O M. reevesi se alimenta de ervas, brotos suculentos, fungos, bagas, gramíneas, nozes e cascas de árvores. Quando oportuno, consomem também ovos e carcaças. Habitam florestas e estepes. São mamíferos crepusculares e solitários. Durante o acasalamento ou ao serem ameaçados, emitem um som similar a um latido. Graças a esse comportamento, também são chamados de cervos-latidores, assim como outras espécies que também apresentam essa característica.

## Reprodução
Fêmeas de muntíacos-de-reeve atingem a maturidade sexual no primeiro ano de vida. O acasalamento ocorre ao longo do ano. Sua gestação leva de 209 a 220 dias. As fêmeas limitam o número de episódios de acasalamento, embora o tempo entre episódios sucessivos seja determinado pelos machos.

## Importância econômica
Sua pele curtida é notável pela sua maciez, enquanto sua carne, com baixo teor de gordura, é apreciada na culinária.

## Introduções
Os muntíacos-de-reeve foram introduzidos no século XIX, na Abadia de Woburn, na Inglaterra, pelo duque de Bedford da época. Como o número de espécimes que dela fugiu era reduzido, acredita-se que esses não são os antepassados da atual população encontrada no Reino Unido. No entanto, um número considerável de cervos dessa espécie escapou do Zoológico de Whipsnade. Há maior chance de que estes últimos sejam os verdadeiros ascendentes dos M. reevesi do UK.
Desde o Wildlife and Countryside Act 1981, é proibido libertá-los, fora de seu território nativo, sem autorização legal.
Nos anos 60, houve uma fuga de muntíacos-de-reeve de um zoológico na Penínsla de Bōsō, no Japão. Em 2017, sua população no país alcançou 60000 indivíduos. É considerada uma espécie invasora nociva.

## Subespécies
- Muntiacus reevesi jiangkouensis;
- Muntiacus reevesi reevesi;
- Muntiacus reevesi micrurus;
- Muntiacus reevesi sinensis.